# 252
Криза Римської імперії у 3 столітті. Правління імператора Требоніана Галла, чума Кипріяна. У Китаї триває період трьох держав, в Японії — період Ямато, в Індії період занепаду Кушанської імперії, у Персії править династія Сассанідів.
На території лісостепової України Черняхівська культура. У Північному Причорномор'ї готи й сармати.

## Події
- Війська перського шаха Шапура I окупували Вірменію і Грузію.
- Папу Римського Корнелія вислано із Риму.

## Померли
- Сунь Цюань